# USS Nashville (CL-43)
USS Nashville (CL-43) là một tàu tuần dương hạng nhẹ thuộc lớp Brooklyn của Hải quân Hoa Kỳ. Nó là chiếc tàu chiến thứ hai của Hải quân Mỹ được đặt cái tên này, được đặt theo tên thành phố Nashville thuộc tiểu bang Tennessee. Trong Chiến tranh Thế giới thứ hai, nó đã tham gia hộ tống cho cuộc Không kích Doolittle nổi tiếng xuống chính quốc Nhật Bản vào năm 1942, rồi tham gia nhiều hoạt động khác tại Mặt trận Thái Bình Dương. Sau chiến tranh, nó được cho xuất biên chế vào năm 1946, rồi được bán cho Chile vào năm 1951, và đã phục vụ trong Hải quân Chile dưới tên gọi Capitán Prat (03) cho đến năm 1984. Con tàu bị tháo dỡ vào năm 1985. Nashville được tặng thưởng mười Ngôi sao Chiến trận do thành tích phục vụ trong Thế Chiến II.

## Thiết kế và chế tạo
Nashville được đặt lườn bởi hãng New York Shipbuilding Corporation tại Camden, New Jersey vào ngày 24 tháng 1 năm 1935. Nó được hạ thủy vào ngày 2 tháng 10 năm 1937; được đỡ đầu bởi các cô Ann và Mildred Stahlman, các con của James G. Stahlman chủ tịch nhật báo Nashville Banner. Con tàu được cho nhập biên chế vào ngày 6 tháng 6 năm 1938 dưới quyền chỉ huy của hạm trưởng, Đại tá Hải quân William W. Wilson.

## Lịch sử hoạt động

### Các hoạt động ban đầu
Nashville khởi hành từ Philadelphia vào ngày 19 tháng 7 năm 1938 cho chuyến đi chạy thử máy tại vùng biển Caribbe. Vào đầu tháng 8, nó lên đường đi sang Bắc Âu trong một chuyến viếng thăm hữu nghị, đi đến Cherbourg tại Pháp vào ngày 24 tháng 8. Khởi hành vào ngày 21 tháng 9 từ đảo Portland, Anh Quốc với số dự trữ vàng trị giá 25 triệu Đô la, Nashville về đến Xưởng hải quân Brooklyn vào ngày 30 tháng 9, cho chất dỡ số vàng và quay trở lại Philadelphia vào ngày 5 tháng 10.
Vào mùa Xuân năm 1939, Nashville đưa các đại biểu của Hoa Kỳ tham dự Hội nghị Phòng thủ Liên Mỹ tổ chức tại Rio de Janeiro, Brasil, rồi đưa họ quay trở về Annapolis, Maryland vào ngày 20 tháng 6 năm 1939. Vào ngày 23 tháng 6, nó di chuyển từ Norfolk, Virginia về phía Tây sang Thái Bình Dương ngang qua kênh đào Panama, đi đến San Pedro, California vào ngày 16 tháng 7, và đã hoạt động tại khu vực này trong hai năm. Vào tháng 2 năm 1941, nó cùng ba tàu tuần dương khác đưa lực lượng Thủy quân Lục chiến đến đảo Wake. Ngày 20 tháng 5, nó rời Trân Châu Cảng để chuyển sang khu vực bờ Đông Hoa Kỳ, đi đến Boston vào ngày 19 tháng 6 để hộ tống một đoàn tàu vận tải chuyên chở Thủy quân Lục chiến đến Iceland.
Từ tháng 8 đến tháng 12 năm 1941, Nashville đặt căn cứ tại Bermuda cho các chuyến Tuần tra Trung lập tại khu vực giữa Đại Tây Dương. Sau cuộc tấn công Trân Châu Cảng, Nashville đi đến vịnh Casco, Maine, nơi nó tham gia một đoàn tàu vận tải chuyên chở binh lính và hàng hóa, để hộ tống chúng đến Iceland. Nó tiếp tục nhiệm vụ hộ tống các chuyến đi đến Bermuda và Iceland cho đến tháng 2 năm 1942.

### Cuộc không kích Doolittle
Ngày 4 tháng 3 năm 1942, nó gặp gỡ tàu sân bay Hornet ngoài khơi Virginia Capes, và đã hộ tống Hornet đi sang bờ Tây Hoa Kỳ ngang qua kênh đào Panama, đến San Diego vào ngày 20 tháng 3. Hornet và Nashville khởi hành từ San Francisco vào ngày 2 tháng 4, với 16 máy bay ném bom tầm trung B-25 Mitchell của Không quân được chất trên sàn chiếc tàu sân bay, dưới quyền chỉ huy của Trung tá Jimmy Doolittle, để tiến hành cuộc Không kích Doolittle xuống chính quốc Nhật Bản. Ngày 13 tháng 4, họ gặp gỡ các tàu chiến khác của Hải quân Mỹ dưới quyền chỉ huy của Phó Đô đốc William F. Halsey, Jr., ở về phía Bắc đảo san hô Midway, rồi hướng về phía Nhật Bản. Khi còn cách quần đảo Nhật Bản 1.000 mi (1.600 km) vào ngày 17 tháng 4, các tàu khu trục của lực lượng đặc nhiệm được cho tách ra do không còn đủ nhiên liệu, rồi Nashville cùng các tàu tuần dương khác hộ tống cho các tàu sân bay Hornet và Enterprise di chuyển với tốc độ cao đến địa điểm dự định xuất phát cuộc không kích cách Nhật Bản 500 mi (800 km).
Ngày hôm sau, lực lượng đặc nhiệm bị một tàu tuần tiễu Nhật trông thấy, và đã báo cáo về sự hiện diện của lực lượng Mỹ về chính quốc trước khi bị các máy bay tuần tiễu của Enterprise đánh chìm. Một chiếc tàu tuần tiễu Nhật Bản thứ hai bị hỏa lực hải pháo của Nashville đánh chìm, nhưng ưu thế về tính bất ngờ đã bị mất. Những chiếc máy bay B–25 được tung ra ở vị trí 150 mi (240 km) cách xa hơn điểm dự định xuất phát trong hoàn cảnh biển động mạnh. Ngay sau khi máy bay xuất phát, các tàu chiến lập tức đổi hướng về phía Đông đến Honolulu. Lực lượng đặc nhiệm "Shangri-La" về đến Trân Châu Cảng vào ngày 25 tháng 4.

### Soái hạm
Nashville rời Hawaii vào ngày 14 tháng 5 năm 1942 để trở thành soái hạm của Lực lượng Đặc nhiệm 8 với nhiệm vụ phòng thủ Alaska và quần đảo Aleut, và đã đi đến cảng Dutch, Alaska vào ngày 26 tháng 5. Nó lên đường đi Kodiak, Alaska hai ngày sau đó để tham gia cùng các đơn vị khác của lực lượng đặc nhiệm. Vào ngày 3-4 tháng 6, máy bay Nhật xuất phát từ tàu sân bay đa tấn công cảng Dutch. Nashville cùng các tàu chiến tháp tùng đã không thể bắt gặp được đối phương do sương mù nặng. Sau khi bị thất bại trong trận Midway, Đô đốc Yamamoto Isoroku cho rút lui lực lượng tấn công phân tán tại quần đảo Aleut. Họ để lại các lực lượng chiếm đóng trên các đảo Attu và Kiska thuộc quần đảo Aleut. Từ tháng 6 đến tháng 11, Nashville tuần tra khu vực phía Bắc Thái Bình Dương, và đã tham gia vào cuộc tấn công Kiska vào ngày 7 tháng 8, vốn đã gây thiệt hại nặng cho căn cứ Nhật Bản trên bờ.
Nashville quay về Trân Châu Cảng vào ngày 22 tháng 11, rồi tiếp tục đi về phía Nam đến quần đảo Fiji vào ngày 24 tháng 12. Tại Espiritu Santo, New Hebrides, nó trở thành soái hạm của Lực lượng Đặc nhiệm 67. Sau khi hộ tống các tàu vận tải chuyển quân đến Guadalcanal, Nashville cùng các tàu tuần dương Helena và St. Louis đã gây thiệt hại nặng nề cho căn cứ không quân tại Munda trong đêm 4 tháng 1 năm 1943. Các cuộc tấn công xuống Kolombangara và New Georgia được tiến hành trong nhiều tháng tiếp theo. Trong khi đang bắn phá sân bay Vila tại Kolombangara trong đêm 12 tháng 5, nó đã chịu đựng một vụ nổ thuốc phóng đạn pháo tại một trong những tháp pháo phía trước, khiến 18 người thiệt mạng và 17 người khác bị thương.
Rời Espiritu Santo vào ngày 22 tháng 5, Nashville quay trở về Xưởng hải quân Mare Island để sửa chữa và hiện đại hóa. Rời San Francisco vào ngày 6 tháng 8, nó đến Trân Châu Cảng vào ngày 12 tháng 8 để tham gia lực lượng đặc nhiệm tàu sân bay để tấn công các đảo Marcus và Wake trong hai tháng tiếp theo sau.
Nashville quay trở lại Espiritu Santo vào ngày 25 tháng 10, và trong bảy tháng tiếp theo sau, nó bắn phá các mục tiêu tại New Guinea và quần đảo Admiralty. Nashville còn bắn pháo xuống các mục tiêu của quân Nhật để hỗ trợ cho các cuộc đổ bộ chiếm đóng đảo Bougainville và mũi Gloucester, New Britain. Sau cuộc bắn phá đảo Wake vào ngày 21-22 tháng 4 năm 1944, Nashville bắn pháo hỗ trợ đồng thời đưa Đại tướng Douglas MacArthur trong các chiến dịch đổ bộ xuống Hollandia (nay là Jayapura), vịnh Tanahmerah và Aitape vào các ngày 22–23 tháng 4. Đến ngày 27 tháng 5, chiếc tàu tuần dương hạng nhẹ nằm trong thành phần lực lượng tấn công bắn phá Biak, quần đảo Schouten, nơi mà vào ngày 4 tháng 6, nó chịu đựng những hư hại vừa phải do những phát suýt trúng trong khi đánh trả một cuộc không kích của quân Nhật.
Sau khi được sửa chữa tại Espiritu Santo, New Hebrides, hai lần nữa Nashville đưa tướng MacArthur và bộ tham mưu của ông trong cuộc chiếm đóng Morotai tại Đông Ấn thuộc Hà Lan vào giữa tháng 9. Nó đưa tướng MacArthur trong chuyến đi quay trở lại Philippines, khi nó khởi hành từ Manus vào ngày 16 tháng 10. Nó cũng bắn pháo hỗ trợ cho cuộc đổ bộ lên đảo Leyte vào ngày 20 tháng 10, và nó tiếp tục ở lại trực chiến ở lối vào vịnh Leyte cho đến ngày 25 tháng 10, bảo vệ binh lính tại các bãi đổ bộ và các tàu vận chuyển gần đó. Quay trở lại đảo Manus cho một đợt sửa chữa ngắn, Nashville rời quần đảo Admiralty vào ngày 28 tháng 11 trong vai trò soái hạm của lực lượng tấn công Visayan trên đường đổ bộ chiếm đóng Mindoro.

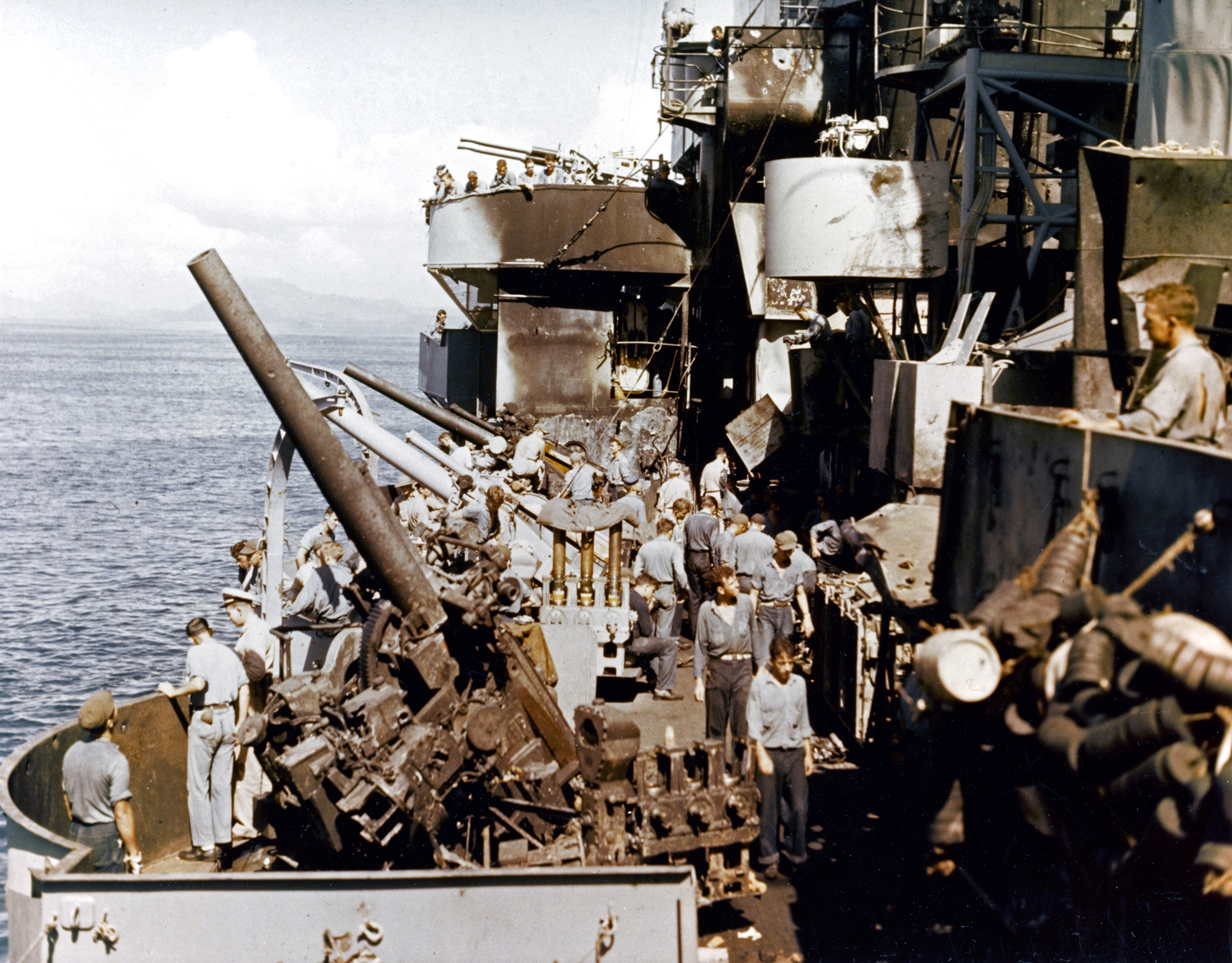
Thủy thủ đoàn thu dọn khẩu đội pháo 5 inch bên mạn trái sau khi bị máy bay kamikaze đánh trúng

Ngày 13 tháng 12, Nashville bị một máy bay tấn công cảm tử kamikaze đánh trúng ngoài khơi đảo Negros. Chiếc máy bay đâm vào khẩu đội pháo 5 in (130 mm) bên mạn phải, cả hai quả bom phát nổ cách sàn tàu khoảng 3 m (10 ft). Các đám cháy xăng và nổ hầm đạn tràn ngập phía giữa tàu biến nơi đây thành một địa ngục. Cho dù có đến 133 thủy thủ tử trận và 190 người khác bị thương, các khẩu pháo 5 inch (127 mm) còn lại tiếp tục cung cấp hỏa lực phòng không bảo vệ.
Tư lệnh lực lượng tấn công chuyển cờ hiệu của mình sang một tàu chiến khác, và Nashville lên đường, đi ngang qua vịnh San Pedro ở Philippines và Trân Châu Cảng, Oahu, để quay về Xưởng hải quân Puget Sound, đến nơi vào ngày 12 tháng 1 năm 1945 và tiến hành sửa chữa. Lại lên đường vào ngày 12 tháng 3, Nashville khởi hành từ San Diego, California vào ngày 15 tháng 4 sau những đợt thực tập huấn luyện.
Đi đến vịnh Subic vào ngày 16 tháng 5, Nashville trở thành soái hạm của Lực lượng Đặc nhiệm 74. Trong những tháng sau cùng của chiến tranh, nó bắn pháo hỗ trợ cho các cuộc đổ bộ tại vịnh Brunei, Borneo, và bảo vệ cho các tàu sân bay trong eo biển Makassar tại Đông Ấn thuộc Hà Lan. Ngày 29 tháng 7, Nashville khởi hành từ vịnh Subic cho một chuyến đi nhằm đánh chặn một đoàn tàu vận tải được cho là ở ngoài khơi Đông Dương, nhưng nhiệm vụ này nhanh chóng bị hủy bỏ, đánh dấu hoạt động cuối cùng trong chiến tranh.

### Sau chiến tranh
Nashville cùng với Tư lệnh Lực lượng Đặc nhiệm 73 đi vào cảng Thượng Hải vào ngày 19 tháng 9 năm 1945. Bàn giao lại vai trò soái hạm vào ngày 17 tháng 11, Nashville lên đường quay về bờ Tây Hoa Kỳ cùng với 450 binh lính hồi hương như một phần của Chiến dịch Magic Carpet. Nhận thêm 90 binh lính khác tại Hawaii, nó về đến San Pedro, California vào ngày 3 tháng 12, rồi lại lặp tức đi sang phía Tây đến Eniwetok và Kwajalein giúp hồi hương thêm nhiều binh lính khác. Trong chuyến quay về gần đến bờ Tây vào ngày 3 tháng 1 năm 1946, Nashville đã đến trợ giúp cho chiếc St. Mary's bị hỏng động cơ trong hoàn cảnh biển động với 1.800 người trên tàu. Chiếc tàu tuần dương đã kéo St. Mary's đi đến vùng biển an toàn và giao lại cho các tàu kéo của cảng San Francisco vào ngày 6 tháng 1 năm 1946.

### Phục vụ cùng Hải quân Chile
Nashville khởi hành từ San Francisco vào ngày 21 tháng 1 năm 1946 để hướng sang bờ Đông, và nó đi đến Xưởng hải quân Philadelphia nhằm chuẩn bị cho việc ngừng hoạt động. Được cho xuất biên chế vào ngày 24 tháng 6, nó tiếp tục ở lại lực lượng dự bị cho đến năm 1950. Sau một đợt đại tu tại Xưởng hải quân Philadelphia, nó được bán cho Chile vào ngày 9 tháng 1 năm 1951, và đã phục vụ trong Hải quân Chile dưới tên gọi Capitán Prat (03) cho đến năm 1984. Nó bị tháo dỡ vào năm 1985.

## Phần thưởng
Nashville được tặng thưởng mười Ngôi sao Chiến trận do thành tích phục vụ trong Chiến tranh Thế giới thứ hai.
|             |  |                           |
| Bronze star |  | Silver star · Silver star |
|             |  |                           |

| Dãi băng Hoạt động Tác chiến                                  | Dãi băng Hoạt động Tác chiến             | Huân chương Phục vụ Trung Hoa            | Huân chương Phục vụ Trung Hoa                                            |
| Huân chương Phục vụ Phòng vệ Hoa Kỳ với 1 Ngôi sao Chiến trận | Huân chương Chiến dịch Hoa Kỳ            | Huân chương Chiến dịch Hoa Kỳ            | Huân chương Chiến dịch Châu Á-Thái Bình Dương với 10 Ngôi sao Chiến trận |
| Huân chương Chiến thắng Thế Chiến II                          | Đơn vị Tuyên dương Tổng thống Philippine | Đơn vị Tuyên dương Tổng thống Philippine | Huân chương Giải phóng Philippine (Philippine)                           |